# Hirondelle à diadème
Tachycineta leucorrhoa
Espèce
Statut de conservation UICN

 LC  : Préoccupation mineure
L'Hirondelle à diadème (Tachycineta leucorrhoa) est une espèce de passereaux de la famille des Hirundinidae.
C'est une espèce monotypique (non subdivisée en sous-espèces).

## Répartition
Son aire de répartition s'étend sur l'Argentine, l'Uruguay, le Brésil, le Paraguay, la Bolivie ainsi que le Pérou.